# Tempête de neige Aphid du 12-13 octobre 2006
La tempête de neige Aphid est une importante chute de neige très localisée survenue du 12 au 13 octobre 2006 dans la région des lacs Érié et Ontario en Amérique du Nord. Il s’agit d’un cas précoce de bourrasques de neige en aval d’un plan d'eau qui a surtout touché la région de Buffalo, dans l'État de New York aux États-Unis. Elle a laissé au sol une couche de neige atteignant jusqu’à 60 cm le long d’un étroit corridor, causant de sérieux dommages. C’est l’un des plus importants événements du genre et l’un des plus précoces. 
Le nom de « Aphid », qui signifie puceron en anglais, lui a été donné par le bureau de Buffalo du National Weather Service (service météorologique américain). Ce type de phénomène étant très commun en hiver dans la région des Grands Lacs, le bureau prépare chaque année une liste de noms, comme pour ceux donnés aux ouragans, le thème de 2006 était celui des insectes. Les médias, de leur côté, ont baptisé la tempête de noms comme,,, : la « Surprise d’octobre », la « tempête d’Arborgeddon » et le « Massacre du Columbus Day».

## Situation météorologique

### Prévision

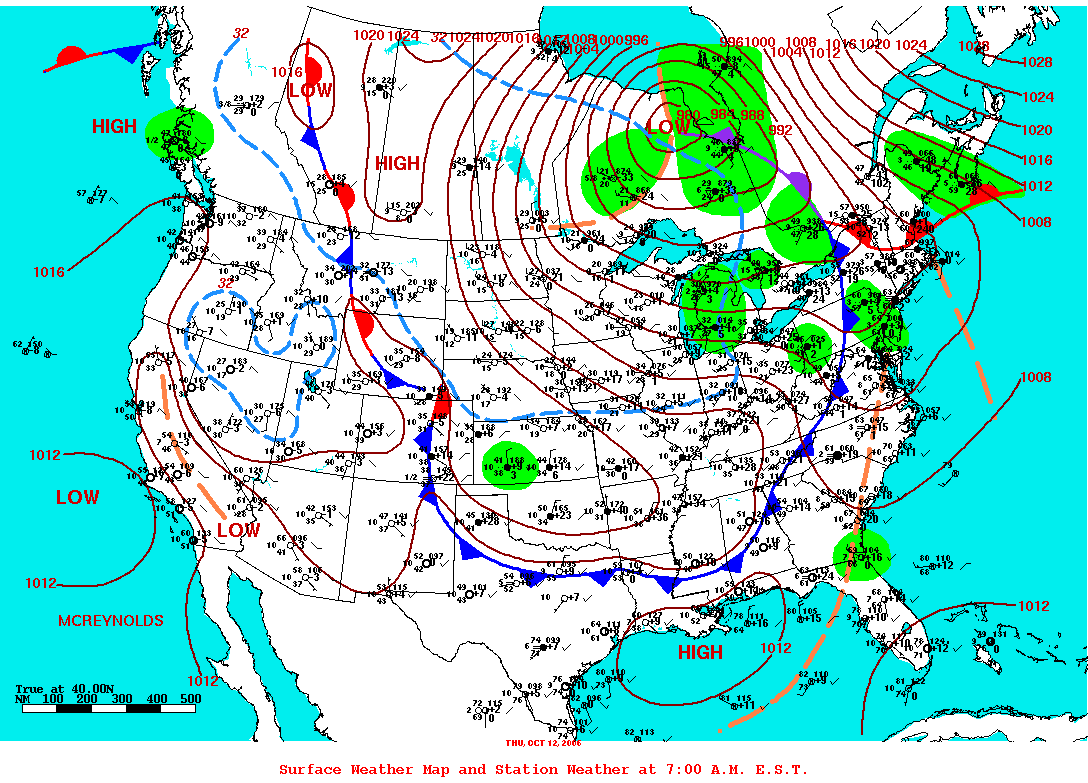
Carte météorologique de surface du 12 octobre montrant l'air froid envahissant les Grands Lacs derrière un front froid.

Le 6 octobre 2006, le modèle de prévision numérique à long terme montraient que la situation météorologique pouvait être favorable à la formation de bourrasques de neige autour du 12 octobre. Un dôme d’air très froid devait descendre vers les Grands  Lacs, dont la température était encore de 16 degrés Celsius, alors que des vents suivraient l’axe des lacs Ontario et Érié ce qui favoriserait la formation de fortes averses de neige. Cependant, comme la température prévue en surface était au-dessus de zéro, une bonne partie de la neige serait amenée à fondre. Les prévisions à long terme émises par le bureau de Buffalo du NWS et l'analyse du Centre de prévision de Toronto du Service météorologique du Canada (SMC) mentionnaient la possibilité de bourrasques de neige fondante pour le 12 .
Dès le 9 octobre, les modèles montraient que l’instabilité serait très importante, donnant un fort taux de précipitations. Même avec un mercure au-dessus de zéro, le refroidissement causé par la fonte de cette neige faisait redouter aux météorologistes une nouvelle baisse de température dès le début des chutes de neige permettant une accumulation importante,. En raison de divergences concernant la vitesse de déplacement des systèmes météorologiques due à des modèles de prévisions différents et parce que ce genre de phénomène n'affecte habituellement que de très étroits corridors, ce n’est que le 11 octobre dans l'après-midi que le NWS et le SMC émirent des bulletins mentionnant la possibilité de bourrasques de neige en aval des Grands Lacs, donnant des accumulations locales jusqu’à 5 cm.

### Déroulement
Le 11 octobre, le front chaud d’une dépression en développement apporta de la pluie et des orages sur le sud des Grands Lacs. Le front froid qui suivit, traversa la région de Port Colborne, dans le sud-ouest de l’Ontario, à 23 h 35 locale et celle de Buffalo à 0 h 46, le 12. Avec l’arrivée d’air continental arctique derrière le front et les vents bien alignés dans l’axe du lac Érié, les premières averses de pluie débutèrent à l’aéroport de Buffalo à 03h54.
Le matin du 12 octobre, pour la première fois, l'analyse météorologique du bureau de Buffalo mentionne que la convection atmosphérique sera importante mais qu'il s'agira surtout d'un événement apportant pluie et grésil, la neige demeurant fondante. Le premier signe de changement vers d'importantes précipitations sous forme solide survint à 12h14 quand un rapport de l'aéroport de Buffalo mentionna du grésil ou de la petite grêle et une température de 5 °C. Puis la température se mit à descendre pour atteindre 2 °C à 13 h 38. À 13 h 51 la pluie se mêla de neige et se changea rapidement en neige fondante avec une température de 1 °C à 14 h 13. 

Animation des échos du radar météorologique de Buffalo montrant le corridor suivi par les bourrasques de neige sortant des lacs Érié et Ontario (Source: NWS).

La température de surface étant à la baisse, les premiers avertissements météorologiques de bourrasques de neige furent émis par le bureau du NWS pour la région de Buffalo à 14 h 36, avisant de chutes de neige entre 5 et 15 centimètres à partir de 18 h jusqu'à 6 h le lendemain matin, les plus importantes quantités étant prévues pour les secteurs plus éloignés des rives du lac Érié. L'avertissement mentionnait également la possibilité de dommages aux arbres et aux installations électriques à cause du poids de cette neige très dense. Le centre de prévision du Service météorologique canadien émit le même type d'avertissement pour les rives ontariennes des lacs Ontario et Érié. 
Le dôme d'air froid passant au-dessus des lacs était de plus en plus froid, le contraste avec la température de l'eau rendit l'air de plus en plus instable et la convection de plus en plus intense. L'épaisseur des nuages créés augmenta en proportion pour atteindre plusieurs kilomètres comme dans une situation estivale. À 14h54, le sommet des cumulus bourgeonnants atteignait 6 kilomètres d'altitude et ils se transformèrent rapidement en cumulonimbus donnant les premiers éclairs de l'événement. Ces orages de neige, alignés dans l'axe du lac Érié comme le montre l'animation radar à droite, donnaient de la neige forte qui ne s'accumulait au début que sur les gazons, les branches et les lignes de transmissions. À 16 h 54, le rapport de l'aéroport de Buffalo mentionne un taux de 3 cm/h qui commence à s'accumuler même sur les routes. À 18 h 48, le NWS met à jour son avertissement avec des quantités à la hausse et des dommages importants aux arbres et aux lignes électriques. À 20 h, les signalements de dégâts commencèrent à être nombreux et l'accumulation mesurée était de 7 cm. Du côté ontarien, la neige tomba également abondamment dans la région des Chutes du Niagara.
À 21 h 15, la Police provinciale de l'Ontario ferma l'autoroute QEW entre Hamilton et la frontière américaine. Le prolongement de cette route du côté américain était fermée à 22 h 25 par les autorités du New York State Thruway ainsi que le Pont de la Paix (en) entre les deux pays. Le 13 octobre, l'aéroport de Buffalo rapporte 21,84 cm de neige à 01h du matin et à 8 h, il y en a 56 cm. La neige cessa ensuite graduellement, le dôme d'air froid étant passé au sud des lacs.

## Accumulations

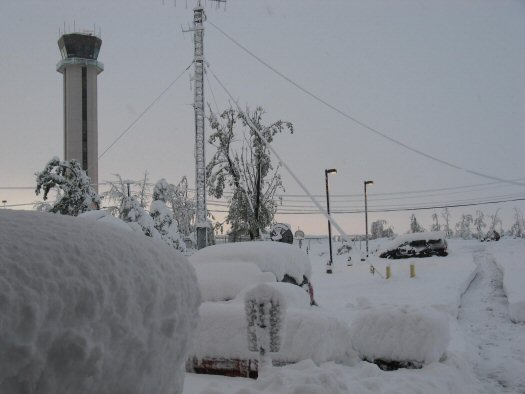
Neige à l'aéroport de Buffalo.

Le corridor affecté par les chutes de neige fut très étroit comme on peut le voir sur la carte des accumulations. Il va de la pointe Est du lac Érié vers Rochester. Il est tombé jusqu'à 60 cm de neige dans certains secteurs de la région métropolitaine de Buffalo, du côté américain, et Fort Erie, du côté canadien, en a reçu 30 cm ainsi que 23 mm de pluie. Ces quantités sont bien plus faibles en allant vers le Lac Ontario ou à quelques dizaines de kilomètres de chaque côté de la trajectoire de la ligne d'averses. Par exemple, il n'est tombé que quelques flocons aux chutes du Niagara du côté canadien et de 2 à 3 cm du côté américain. 
Le National Weather Service a qualifié l'événement d'exceptionnel. Bien que la région des Grands Lacs subisse chaque hiver des épisodes de bourrasques de neige, au moins aussi importants, celui-ci fut surtout remarquable par sa précocité et par les orages qui ont accompagné la neige. Les 12 et 13 octobre 2006 furent les jours les plus neigeux d'octobre dans la région de Buffalo, selon les statistiques du National Weather Service qui remontent à 1869. Le total de 60 cm en fait la sixième plus importante chute de neige en vingt-quatre heures pour cette région. La plus grande partie de la neige avait fondu le 15 octobre car les températures étaient remontées au-dessus du point de congélation.

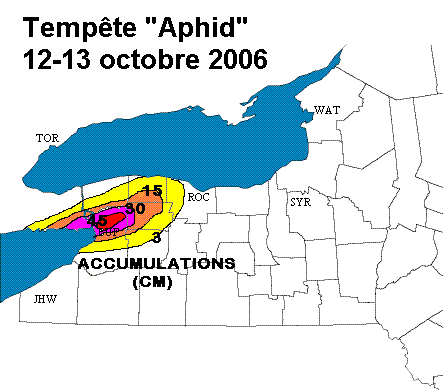
Accumulation en centimètres dans la région de Buffalo. Les indicatifs désignent : Toronto (TOR), Rochester (ROC), Syracuse (SYR), Jamestown (JHW) et Buffalo (BUF) (Source: NWS).

| Stations canadiennes    | Accumulations (cm) |
| ----------------------- | ------------------ |
| Fort Erie               | 30                 |
| Niagara Falls (Ontario) | Trace              |
| Port Colborne           | 15                 |

| Stations américaines              | Accumulation (cm) |
| --------------------------------- | ----------------- |
| Lancaster/Depew                   | 60                |
| Alden (Millgrove)                 | 60                |
| Cheektowaga (NWS)                 | 58                |
| Buffalo (New York) (secteur nord) | 51                |
| (centre-ville)                    | 38                |
| (secteur sud)                     | 26                |
| Amherst                           | 35 à 58           |
| Clarence                          | 16 à 22           |
| Tonawanda                         | 30 à 46           |
| West Seneca                       | 30                |
| North Tonawanda                   | 15 à 30           |
| Hamburg                           | 20 à 35           |
| Orchard Park                      | 20                |
| Batavia                           | 26                |
| Medina                            | 20                |
| Lockport                          | 15 à 20           |
| Grand Island                      | 5 à 26            |
| Albion                            | 13                |
| Brockport                         | 8                 |
| Niagara Falls (États-Unis)        | 2 à 3             |

## Impact

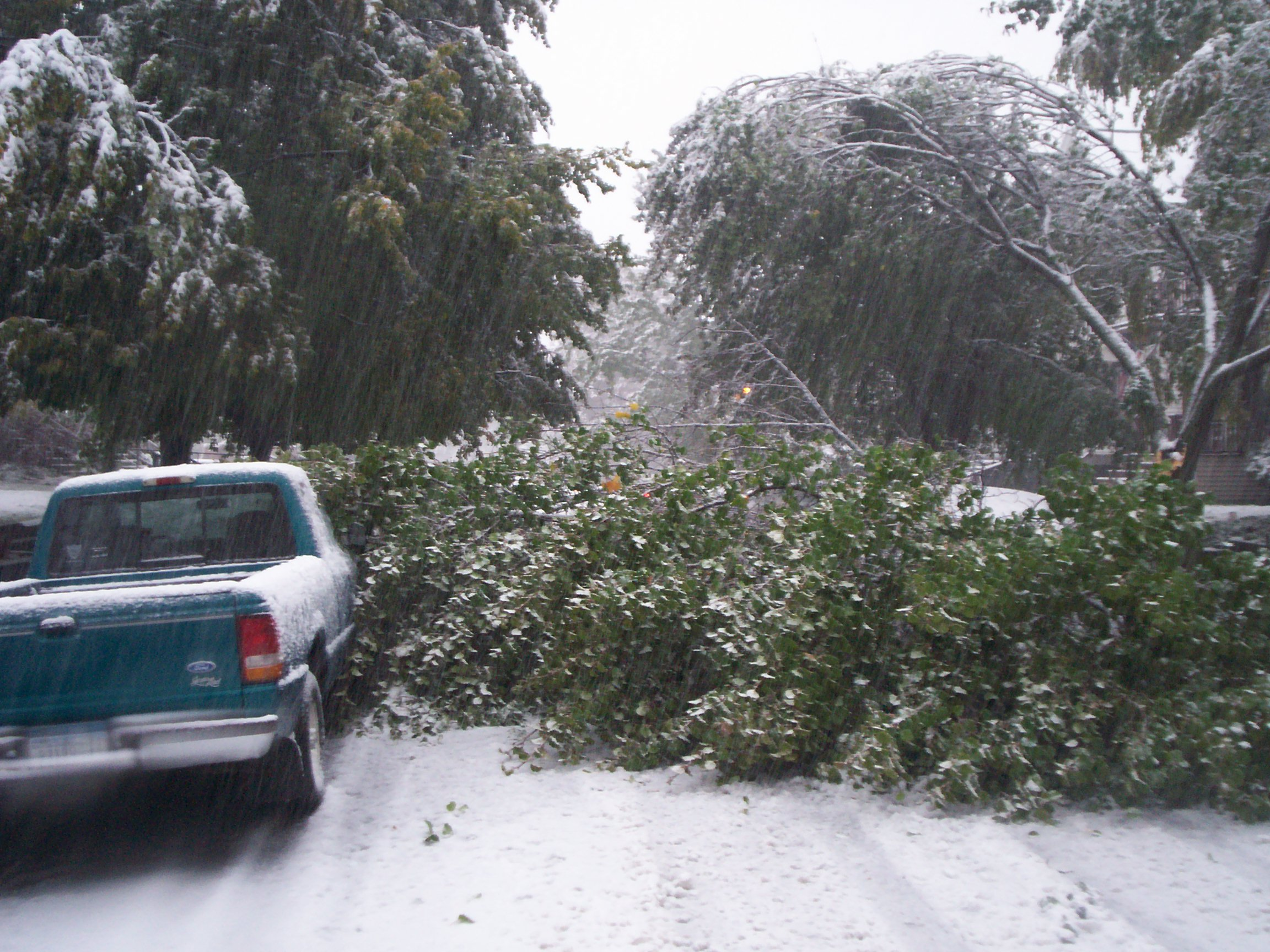
Une rue à Buffalo (New York) où l'on remarque l'hécatombe parmi les arbres à cause du poids de la neige.

La densité de la neige est le rapport entre l'épaisseur en centimètres de la couche de neige et la quantité d'eau en millimètres qu'elle donne lorsqu'on la fait fondre. Plus le rapport est faible, plus la neige est dense. Dans la région affectée, la neige lourde et humide avait un coefficient de l'ordre 6:1 au début de la tempête, remontant à 12:1 à la fin. En comparaison, une neige poudreuse, particulièrement appréciée des skieurs, a un coefficient de 25:1. Un calcul rapide montre que les 58 à 60 cm d'accumulation exerçaient une pression dépassant les 45 kg/m2 (ou 450 pascals) au sol. L'effet fut amplifié parce qu'en ce début d'octobre, les arbres n'avaient pas encore perdu leurs feuilles. La neige a donc pu s'accumuler non seulement sur les branches mais également sur la surface des feuilles. 
Après seulement 5 à 8 cm de chute de neige, des témoins ont déjà rapporté des dommages aux branches de certains arbres. Les centimètres s'accumulant, de plus en plus grosses branches se sont cassées, et finalement ce sont des arbres entiers qui se sont écroulés, rompant les lignes électriques déjà chargés de neige.  Les sols déjà détrempés par des pluies assez importantes, au cours des jours précédents, furent un facteur aggravant de la déstabilisation des arbres. Les médias comme le Toronto Star parlèrent « d'une des tempêtes de neige les plus dévastatrices de l'histoire des États-Unis », les dommages étant similaires à ceux causés par un cyclone tropical mais sur une région très limitée,.
On estime à 400 000 le nombre de foyers privés d'électricité, en ce vendredi 13 octobre, soit près d'un million de personnes. Sur ce nombre, 100 000 foyers restèrent dans le noir pendant une semaine et quelques autres milliers jusqu'à dix jours. On déplora trois morts durant la tempête, deux dans des accidents de la route et le dernier à la suite de la chute d'une branche. Dix autres personnes sont mortes, dans les jours suivants, de crises cardiaques, d'autres affections préexistantes s'étant aggravées à cause de l'effort exigé pour déneiger, ainsi que par intoxication au monoxyde de carbone dégagé par des chauffages d'appoint mal ventilés. On compte également plusieurs centaines de blessés durant et après la tempête pour des raisons similaires, ainsi qu'un accident avec une tronçonneuse.

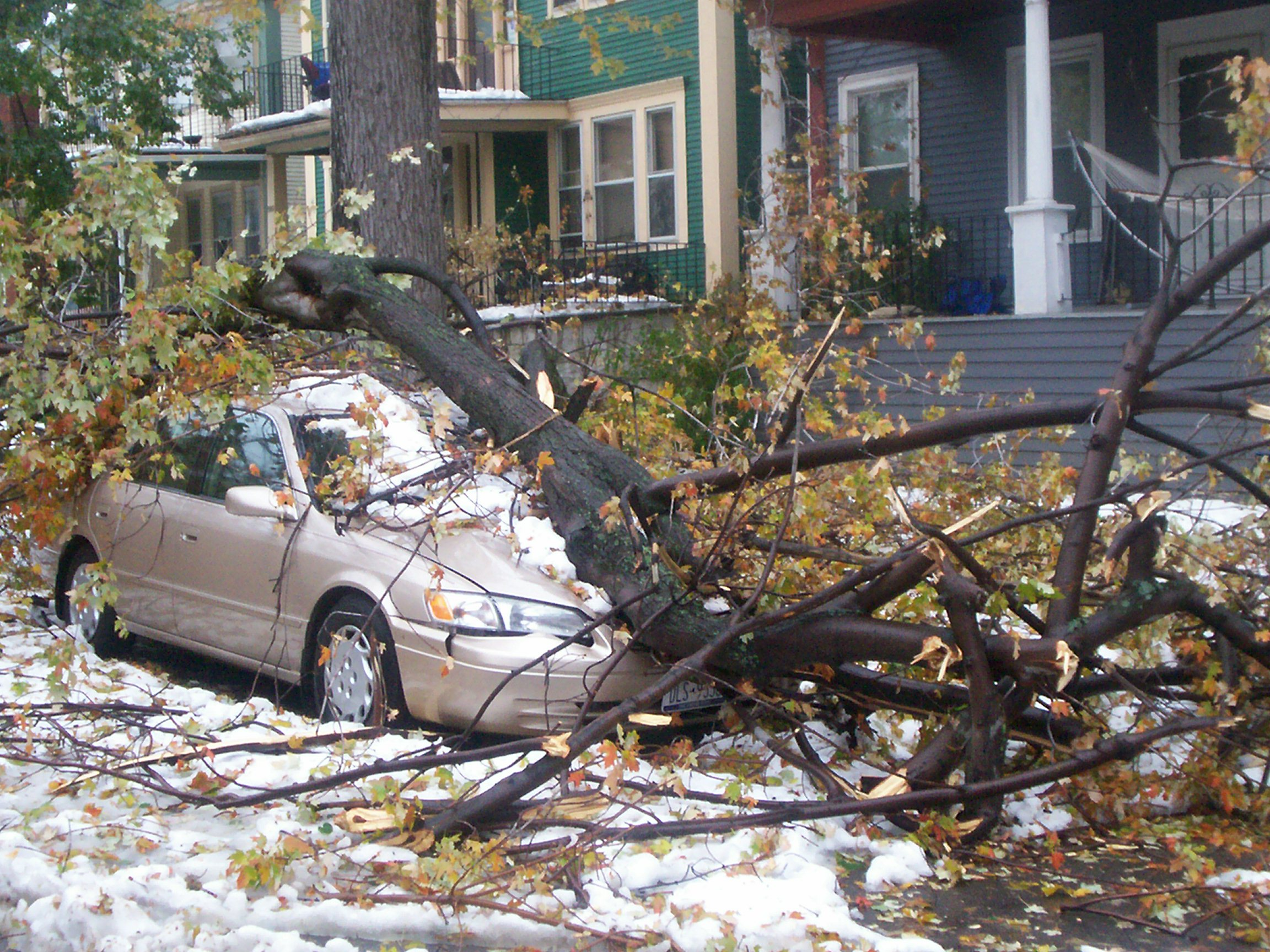
Automobile écrasée par une grosse branche à Buffalo.

L'enlèvement de la neige dans les rues de Buffalo, 4 à 6 millions de mètres cubes, et le rétablissement du courant furent ralentis à cause des arbres et des lignes électriques tombés à terre. Les autoroutes comme la New York State Thruway et la Queen Elizabeth Way furent interdites à la circulation sur plus de 160 km et l'aéroport international de Buffalo-Niagara fut fermé durant plusieurs heures lors de la tempête. La plupart des commerces fermèrent leurs portes pour quelques jours au moins et la plupart des écoles ne rouvrirent que le lundi 23 octobre, certaines plus touchées ne le firent que plus tard dans la semaine. Les comtés affectés par la tempête dans l'ouest de l'État de New York soit Érié, Genesee, Orléans et Niagara furent déclarés zone sinistrée par le président George W. Bush le 24 octobre 2006, ouvrant ainsi droit à de l'aide fédérale.
Jusqu'à 90 pour cent des arbres de la ville de Buffalo furent endommagés à des degrés divers,, y compris ceux des parcs créés par le célèbre architecte paysagiste Frederick Law Olmsted. Ces dégâts vinrent contrecarrer les efforts de reforestation entrepris par la ville qui visait de passer d'une couverture verte de 12 pour cent (2003) à 30 pour cent, une moyenne nationale pour les grandes villes américaines. Les banlieues de Buffalo qui avaient déjà entre 20 et 30 pour cent de couvert forestier furent durement frappées. Les coûts de la tempête sont estimés à 160 millions $US (2006).